# Jüdischer Friedhof Eisenstadt (alt)

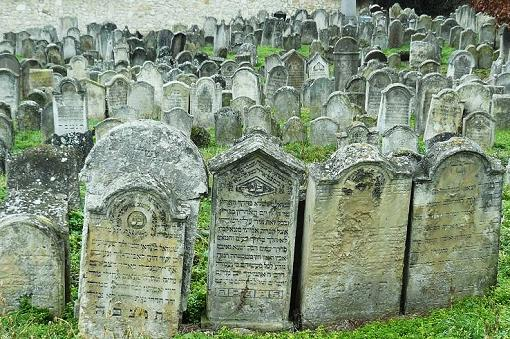
Alter Jüdischer Friedhof in Eisenstadt

Der Alte Jüdische Friedhof Eisenstadt befindet sich in Stadtgemeinde Eisenstadt im Burgenland. Der Jüdische Friedhof steht unter Denkmalschutz.

## Geschichte
Die nachweisbar älteste Datierung eines Steines auf dem Friedhof bezeichnet das Jahr 1679. Im Jahr 1875 war der Friedhof voll belegt. Eine Bestandsaufnahme im Jahr 1922 ergab 1140 Grabsteine mit ausschließlich hebräischen Grabinschriften. 2010 befanden sich 1104 Grabsteine auf dem Friedhof.